# Hakka (zoologia)
Hakka Berry & Prószynski, 2001 è un genere di ragni appartenente alla Famiglia Salticidae.

## Etimologia
Il nome del genere deriva da Hakka, gruppo etnico di origine cinese che attualmente conta circa 70 milioni di individui sparsi un po' in tutto il mondo; nel XIX secolo molti furono portati nelle Hawaii per lavorare alle piantagioni di canna da zucchero ed è probabile che abbiano portato con sé anche il ragno

## Caratteristiche
Entrambi i sessi hanno una bodylenght (lunghezza del corpo escluse le zampe) di circa 7 millimetri. Il colore è marrone scuro, uniforme in tutto il corpo e le zampe. L'opistosoma è ricoperto di peli radi. I cheliceri sono marroni e piuttosto robusti

## Distribuzione
L'unica specie oggi nota di questo genere è stata rinvenuta in Asia orientale, in particolare in Cina, Corea e Giappone, e alle isole Hawaii.
Non è ancora chiaro se nelle Hawaii vi è una popolazione stanziale oppure vi sono stati trasportati occasionalmente: comunque si tratta finora di tre esemplari raccolti nell'arco di 74 anni

## Tassonomia
La specie originariamente era stata descritta come Pseudicius himeshimensis Dönitz & Strand, 1906; a seguito di uno studio di Berry e Prószynski del 2001, ha costituito genere a sé.
In poco meno di un secolo di ritrovamenti di esemplari, gli appartenenti a questo genere sono stati classificati in vari generi di salticidi, quali: Menemerus, Salticus, Icius e Pseudicius.
A dicembre 2010, si compone di una specie:
- Hakka himeshimensis (Dönitz & Strand, 1906)[3] — Cina, Corea del Nord, Giappone, Hawaii